# Middle Island
Middle Island és una concentració de població designada pel cens dels Estats Units a l'estat de Nova York. Segons el cens del 2000 tenia 9.702 habitants.

## Demografia
Segons el cens del 2000, Middle Island tenia 9.702 habitants, 3.720 habitatges, i 2.548 famílies. La densitat de població era de 454,1 habitants per km².
Dels 3.720 habitatges en un 31,2% hi vivien nens de menys de 18 anys, en un 51% hi vivien parelles casades, en un 13,2% dones solteres, i en un 31,5% no eren unitats familiars. En el 23,7% dels habitatges hi vivien persones soles el 6,9% de les quals corresponia a persones de 65 anys o més que vivien soles. El nombre mitjà de persones vivint en cada habitatge era de 2,53 i el nombre mitjà de persones que vivien en cada família era de 3,01.
Per edats la població es repartia de la següent manera: un 22,5% tenia menys de 18 anys, un 8,2% entre 18 i 24, un 32,6% entre 25 i 44, un 22,9% de 45 a 60 i un 13,7% 65 anys o més.
L'edat mediana era de 37 anys. Per cada 100 dones de 18 o més anys hi havia 86,9 homes.
La renda mediana per habitatge era de 50.818 $ i la renda mediana per família de 58.171 $. Els homes tenien una renda mediana de 41.618 $ mentre que les dones 30.516 $. La renda per capita de la població era de 23.129 $. Entorn del 4,3% de les famílies i el 6,3% de la població estaven per davall del llindar de pobresa.